# 2009-es európai ralibajnokság
A 2009-es európai ralibajnokság 2009. április 17-én vette kezdetét és október 31-én ért véget. A bajnokság címvédője, az olasz Luca Rossetti nem vett részt az ez évi sorozatban, jelen volt viszont a 2006-os Európa-bajnok Giandomenico Basso aki újfent megnyerte a bajnokságot. Másodikként a lengyel Michal Solowow zárt, még a harmadik helyen a szintén olasz Corrado Fontana végzett.

## Versenynaptár
| #   | Dátum            | Megnevezés                 | Győztes versenyző  |
| --- | ---------------- | -------------------------- | ------------------ |
| 1.  | április 17-19    | Rallye 1000 Miglia         | Giandomenico Basso |
| 2.  | május 1-3        | Istanbul Rally             | Michal Solowow     |
| 3.  | május 29-31      | INA Croatia rally          | Krum Donchec       |
| 4.  | június 19-20     | Ypres Rally                | Giandomenico Basso |
| 5.  | július 17-19     | Bulgaria Rally             | Giandomenico Basso |
| 6.  | júl 30-aug 2     | Rally Vinho da Madeira     | Giandomenico Basso |
| 7.  | augusztus 21-23  | Barum Rally Zlin           | Michal Solowow     |
| 8.  | szeptember 11-12 | Rally Príncipe de Asturias | Corrado Fontana    |
| 9.  | szeptember 25-27 | ELPA Rally                 | Giandomenico Basso |
| 10. | október 16-18    | Rallyes d'Antibes          | Giandomenico Basso |
| 11. | október 29-31    | Rallye du Valais           | Giandomenico Basso |

* A győztes versenyző nem feltétlen egyező az adott verseny abszolút győztesével. Itt a bajnoki értékelésben első helyezett versenyző neve van feltüntetve.

## A bajnokság végeredménye
| #  | Versenyző          | Pontszám |
| -- | ------------------ | -------- |
| 1. | Giandomenico Basso | 122      |
| 2. | Michal Solowow     | 103      |
| 3. | Corrado Fontana    | 78       |
| 4. | Luca Betti         | 34       |
| 5. | Antonín Tlusták    | 22       |
| 6. | Jan Cerny          | 16       |
| 7. | Todor Slavov       | 14       |
| 8. | Marco Cavigioli    | 6        |